# Alright!!
《Alright!!(일본어: オールライト)》는 슈퍼플라이가 2009년 6월 3일에 발매한 배신 싱글이다.

## 곡 목록

### 전달 한정
1. Alright!!
  - 작사: 오치 시호 / 작곡: 다보 고이치＋오치 시호 / 편곡: 다보 고이치

### TSUTAYA 스페셜 싱글
1. Alright!!
2. 싱글 스페셜 다이제스트 from 2nd ALBUM "Box Emotions"

각각 약 30초 다이제스트가되고있다.
- How Do I Survive?
- My Best Of My Life
- 야사이이 기모치데
- 고이스루 히토미와 우쓰쿠시